# Pulkovo-observatoriet
Pulkovo-observatoriet (ryska: Пулковская обсерватория, Pulkovskaja observatoria) är ett astronomiskt observatorium tillhörigt Rysslands Vetenskapsakademi beläget 19 km söder om Sankt Petersburg. Det är en del av UNESCO:s världsarvslista historiska centrum i Sankt Petersburg och relaterade grupper av monument.
Observatoriet grundlades 7 augusti (g.s. 1839 och totalförstördes under andra världskriget, men återuppbyggdes och återinvigdes 1954.

## Tidig historik
Observatoriet öppnades 1839. Ursprungligen var det en idé av den tysk-ryska astronomen Friedrich Georg Wilhelm von Struve, som skulle bli dess första direktör (1861 efterträddes han av sonen Otto Wilhelm von Struve). Arkitekt var Aleksandr Brjullov. Observatoriet var utrustat med toppmoderna enheter, en av dem var en 15-tums bländarrefraktor, en av de största refraktorerna i världen vid den tiden. År 1885 utrustades observatoriet med en 30-tums refraktor, som var den största användbara refraktorn i världen, innan tillkomsten av 36-tumsteleskopet vid Lick Observatory i Kalifornien några år senare. Båda byggdes av Alvan Clark & Sons i Massachusetts. Observatoriets huvudsakliga arbetslinje bestod av bestämning av koordinater för stjärnor och astronomiska konstanter, såsom precession, nutation, avvikelse och refraktion, och även upptäcka och mäta dubbla stjärnor. Observatoriets verksamhet har också varit kopplad till den geografiska studien av Rysslands territorium och utvecklingen av navigeringen. Stjärnkatalogerna, som innehåller de mest exakta positionerna på 374, och sedan 558 stjärnor, gjordes för åren 1845, 1865, 1885, 1905 och 1930.
Astrofysisk forskning fick en uppgång med utnämningen av Fjodor Bredichin som chef för observatoriet 1890 och överföring av Aristarch Belopolskij från Moskvaobservatoriet, en expert på stjärnspektroskopi och solforskning. År 1923 installerade de en stor Littrow-spektrograf, och 1940 ett horisontellt solteleskop, tillverkat på en Leningradfabrik. Efter att ha fått en astrograf 1894 började observatoriet dess arbete med astrofotografering. År 1927 fick observatoriet en zonastrograf och med hjälp av denna  katalogiserade de ryska astronomerna stjärnorna i de polnära områdena på himlen. Regelbunden observation av rörelser av himmelska poler började med byggandet av zenitteleskopet 1904. År 1920 började observatoriet utsända exakt tid via radiosignaler. Observatoriet deltog i det grundläggande geodesiska arbetet, nämligen att mäta grader av meridianbågen från Donau till Norra ishavet (fram till 1851) och i triangulering av Spetsbergen 1899–1901.
Militära geodeter och hydrografer brukade arbeta på observatoriet som praktikanter. Pulkovomeridianen, som passerar genom centrum av observatoriets huvudbyggnad och ligger vid 30°19,6' öster om Greenwich, var utgångspunkten för alla tidigare geografiska kartor över Ryssland.

## Senare historik
Under belägringen av Leningrad (1941–1944) blev observatoriet måltavla för våldsamma tyska flyganfall och artilleribeskjutningar. Alla byggnader totalförstördes. Under dramatiska omständigheter sparades och förvarades huvudinstrumenten säkert i Leningrad, inklusive linsen av den förstörda 30-tums refraktorn, och en betydande del av det unika biblioteket med manuskript och viktiga verk från 1400-talet till 1800-talet. Den 5 februari 1997 förstördes nästan 1 500 av de 3 852 böckerna av skadegörelse och resten av biblioteksföremålen skadades av lågor, rök eller vatten.

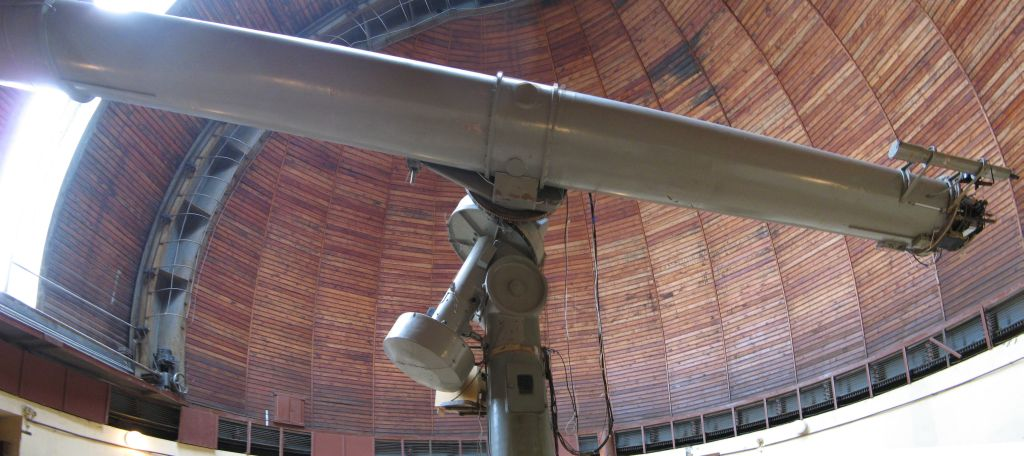
26-tums akromatisk refraktor i Pulkovo-observatoriet

Redan innan krigsslutet fattade den sovjetiska regeringen  beslut om att återuppbygga observatoriet. År 1946 började det byggas efter att territoriet rensats. I maj 1954 återinvigdes observatoriet, efter att både ha återställts och utökats avsevärt vad gäller instrument, anställda och forskningsämnen. Nya avdelningar hade skapats, såsom institutionen för radioastronomi och institutionen för instrumenttillverkning med egen optiska och mekanisk verkstad. De kvarvarande gamla instrumenten reparerades, moderniserades och togs i bruk igen. Vidare hade installerats nya instrument, såsom 26-tums refraktor, en horisontell meridianapparat, ett fotografiskt polarteleskop, ett stort zenitteleskop, stjärninterferometer, två solteleskop, koronagraf, ett stort radioteleskop och olika laboratorieutrustningar. Den 65-cm Zeiss-refraktorn var ursprungligen avsedd som en gåva från dåvarande Nazitysklands förbundskansler Adolf Hitler till Benito Mussolini, men den levererades aldrig och återfanns istället av Sovjetunionen.

## Galleri

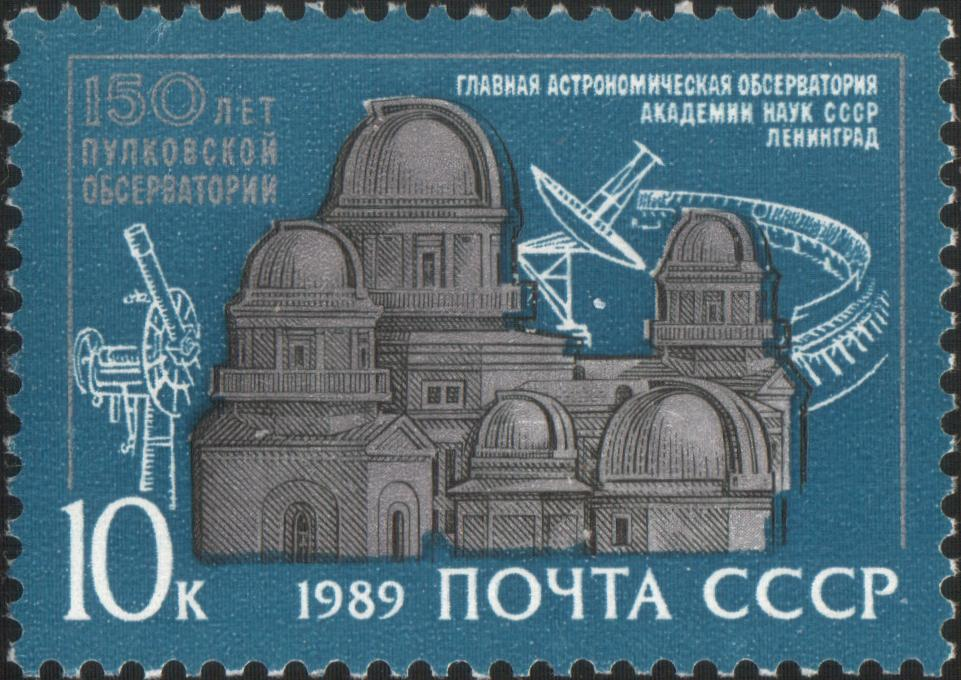
Sovjetiskt frimärke med anledning av 150-årsjubileet av observatoriet
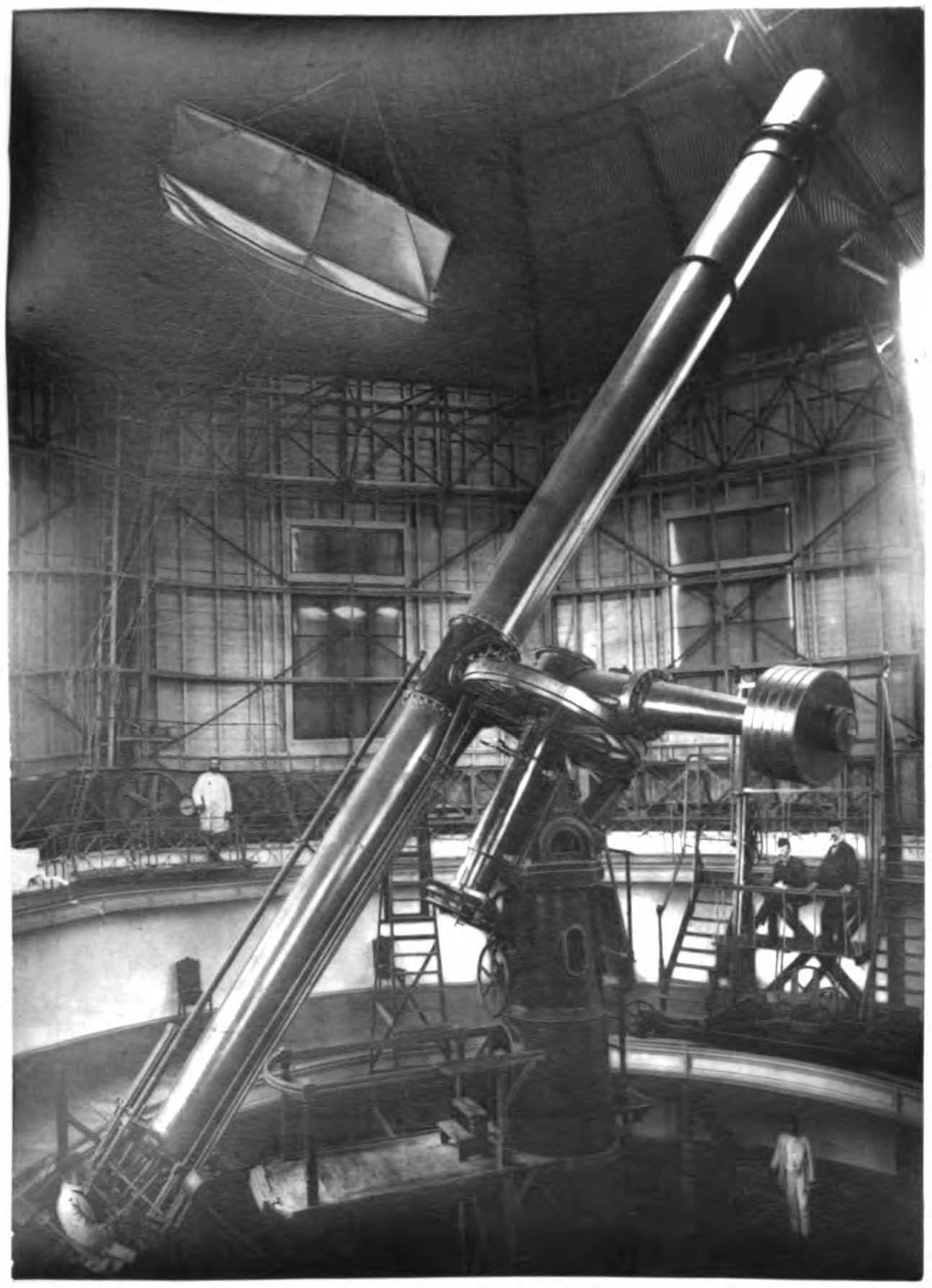
30-tumsrefraktorn, installerad 1885, var ett av de största teleskopen i världen vid den tiden